# Mollaməhərrəmli
Mollaməhərrəmli è un comune dell'Azerbaigian situato nel distretto di Füzuli. Conta una popolazione di 841 abitanti.